# 류녠
류녠(중국어 간체자: 刘念, 정체자: 劉念, 병음: Liú Niàn, 2001년 2월 2일 ~ )은 중국의 아이돌 가수이다. 현재 중국의 걸 그룹 AKB48 Team SH의 일원으로 활동하고 있다.

## 활동
2018년 4월 21일, AKB48 CHINA 후보생 신분으로 마오웨이자와 함께 동영상 사이트 플랫폼 텐센트 비디오에서 주최하는 걸그룹 결성 프로젝트 서바이벌 프로그램 《창조 101》에 참가하였다. 7월 24일, AKB48 Team SH의 1기생으로 최종 합격하였다. 8월 8일, AKB48 Team SH의 1기생으로 정식 가입하였다. 12월 3일, AKB48 Team SH의 그룹 데뷔 발표회에 참가하여, 《반짝이는 행운》 (闪亮的幸运)과 데뷔 싱글 《사랑의 여정 LOVE TRIP》 (爱的旅程 LOVE TRIP)을 공연하였고, 정식 데뷔가 이루어졌다.
2019년 1월 27일, 태국 방콕에서 개최된 「AKB48 Group 아시아 페스티벌」에 참가하였다. 8월 24일, 중국 상하이시에서 개최된 「AKB48 Group 아시아 페스티벌」에 참가하였다.
2020년 11월 28일, AKB48 Team SH 5th EP 선발 총선거에서 총 30,001표로, 최종 2위를 차지하였다.

## 음악 작품

### AKB48 Team SH EP
| #   | 음반                                  | 참가 곡                                           | 참가 명의 | MV | 각주                   |
| 1st | 《첫날》 (初日)                       | 첫날 (初日)                                       |           | ★  | 쟈이위지아와 더블 센터 |
| 1st | 《첫날》 (初日)                       | 사랑의 여정 LOVE TRIP (爱的旅程 LOVE TRIP)        |           | ★  | 센터                   |
| 1st | 《첫날》 (初日)                       | 반짝이는 행운 (闪亮的幸运)                        |           |    | 센터                   |
| 2nd | 《So long!》                          | So long!                                          |           | ★  | 센터                   |
| 2nd | 《So long!》                          | 너에 대해서 (关于你)                              |           |    | 마오웨이자와 더블 센터 |
| 3rd | 《돌진하라! 소녀들》 (冲吧！少女们)   | 돌진하라 소녀들 (冲吧！少女们)                    |           | ★  |                        |
| 3rd | 《돌진하라! 소녀들》 (冲吧！少女们)   | 사랑의 의미를 생각해봐 (试着思考爱的意义)         |           |    |                        |
| 3rd | 《돌진하라! 소녀들》 (冲吧！少女们)   | Baby! Baby! Baby!                                 |           |    |                        |
| 3rd | 《돌진하라! 소녀들》 (冲吧！少女们)   | NO WAY MAN                                        |           |    |                        |
| 4th | 《미래로 향하는 바람》 (迎向未来的风) | 미래로 향하는 바람 (迎向未来的风)                 |           | ★  | 궤이츄츄와 더블 센터   |
| 4th | 《미래로 향하는 바람》 (迎向未来的风) | 어째서 은하는 밝게 빛나는 걸까 (为何银河如此明亮) |           |    | 센터                   |
| 5th | 《변명일 뿐 Maybe》 (借口而已Maybe)   | 변명일 뿐 Maybe (借口而已Maybe)                   |           | ★  |                        |
| 5th | 《변명일 뿐 Maybe》 (借口而已Maybe)   | Blue rose                                         |           | ★  |                        |

### AKB48 Team SH 앨범
| #   | 음반                                        | 참가 곡                             | 참가 명의 | MV | 각주           |
| 1st | 《365일의 지속적인 사랑》 (365天持续的爱恋) | 지속적인 사랑 (持续的爱恋)          |           | ★  | 센터           |
| 1st | 《365일의 지속적인 사랑》 (365天持续的爱恋) | 우린 싸우지 않아 (我们不战斗)       | 선발      | ★  | 앨범 타이틀 곡 |
| 1st | 《365일의 지속적인 사랑》 (365天持续的爱恋) | 365일의 종이 비행기 (365天的纸飞机) |           |    |                |

## 영상 작품

### 프로그램
| 일시                      | 방송사        | 제목                         | 각주   |
| 2018년 4월 21일－6월 23일 | 텐센트 비디오 | 《창조 101》 (创造101)       | 참가자 |
| 2020년 5월 2일－7월 4일   | 텐센트 비디오 | 《창조영 2020》 (创造营2020) | 참가자 |